# Durch diese Nacht sehe ich keinen einzigen Stern
Durch diese Nacht sehe ich keinen einzigen Stern ist ein deutscher Film von Dagmar Knöpfel aus dem Jahr 2005. Er handelt von den letzten Tagen der tschechischen Schriftstellerin Božena Němcová, die von Corinna Harfouch dargestellt wird. Der Film hatte seine Premiere beim Filmfest München am 30. Juni 2005. Der Kinostart war am 17. November 2005.

## Inhalt
Božena Němcová hatte es schon im 19. Jahrhundert gewagt, ihr Leben frei einzurichten. Sie kämpfte um Liebe, um ihre Familie, um ihr Leben. Němcová war eine Künstlerin, die in der Gestaltung ihres Lebens und in ihren Ansprüchen an das Leben ihrer Zeit weit voraus war: Sie wird gesehen in einer Reihe mit Virginia Woolf, Sylvia Plath, Frida Kahlo, Brigitte Reimann, Frauen, die alles wollten – Familie, Selbstverwirklichung, freie Liebe – und die allesamt bereit waren, einen hohen Preis dafür zu zahlen.
Im Film – viel mehr eine bruchstückhafte Reise ins Innere der Gestalt als eine komplette Biographie – steht nicht die chronologisch-biographische Annäherung im Vordergrund. Stattdessen wird Božena Němcová beim Schreiben ihrer letzten drei Briefe gezeigt. Der Film lässt den Zuschauer teilhaben, wie aus Bruchstücken des Lebens Literatur wird. Němcovás Schaffensprozess steht dabei unter dem Motto: „Es muss schöner werden“. Die Intensität, mit der sie diese Absicht verfolgt, könnte einen glauben machen, dass sie die Hoffnung hat, die Literatur könnte vielleicht auf die Realität zurückwirken und in Wirklichkeit diese „schöner“ machen.

## Vorlage
Božena Němcová, Autorin des Romans Babička (Die Großmutter, 1855), den Franz Kafka seinen Schwestern zu lesen empfahl, verfasste 1861, erschöpft und todkrank, auf ihrer letzten Reise, die auch ein letzter Fluchtversuch aus einer zerrütteten Ehe war, in ihrer Not einen Brief an ihren letzten Freund und Gönner Vojtěch Náprstek, einen Brief in drei Anläufen, der indessen seinen Adressaten nie erreichte. Diese drei Briefentwürfe, 1920 unvollständig, 1995 erstmals vollständig publiziert in der Zeitschrift Literární noviny, enthalten Sprünge, auch Lücken. Sie ergeben dennoch ein schlüssiges, in sich geschlossenes Bild von der Art und Weise, wie sich die Gesellschaft des 19. Jahrhunderts an einer Frau rächte, die es gewagt hatte, ihr Leben frei und nach dem Vorbild der George Sand einzurichten, und damit scheitern musste.

## Kritik
Der Filmdienst urteilte, „minimalistisch und in expressiver Manier inszeniert“, liefere der Film „keine Nahaufnahmen seiner Protagonisten“, sondern erschließe ihr „Wesen durch eine Voice-Over-Erzählung und Detailaufnahmen von alltäglichen Utensilien“. Die tschechische Website cinepur.cz meinte, das „konzentrierte Spiel von Corinna Harfouch“ sei „umwerfend“.